# Vachères-en-Quint
Vachères-en-Quint település Franciaországban, Drôme megyében. Lakosainak száma 35 fő (2022. január 1.). Vachères-en-Quint Eygluy-Escoulin, Pontaix, Saint-Andéol és Sainte-Croix községekkel határos.

## Népesség
A település népessége az elmúlt években az alábbi módon változott:
| Lakosok száma | 20   | 23   | 26   | 32   | 32   | 32   | 32   | 36   | 36   | 35   |
|               | 1968 | 1982 | 1990 | 2006 | 2013 | 2015 | 2017 | 2019 | 2020 | 2022 |